# برگ‌پنبه‌ای

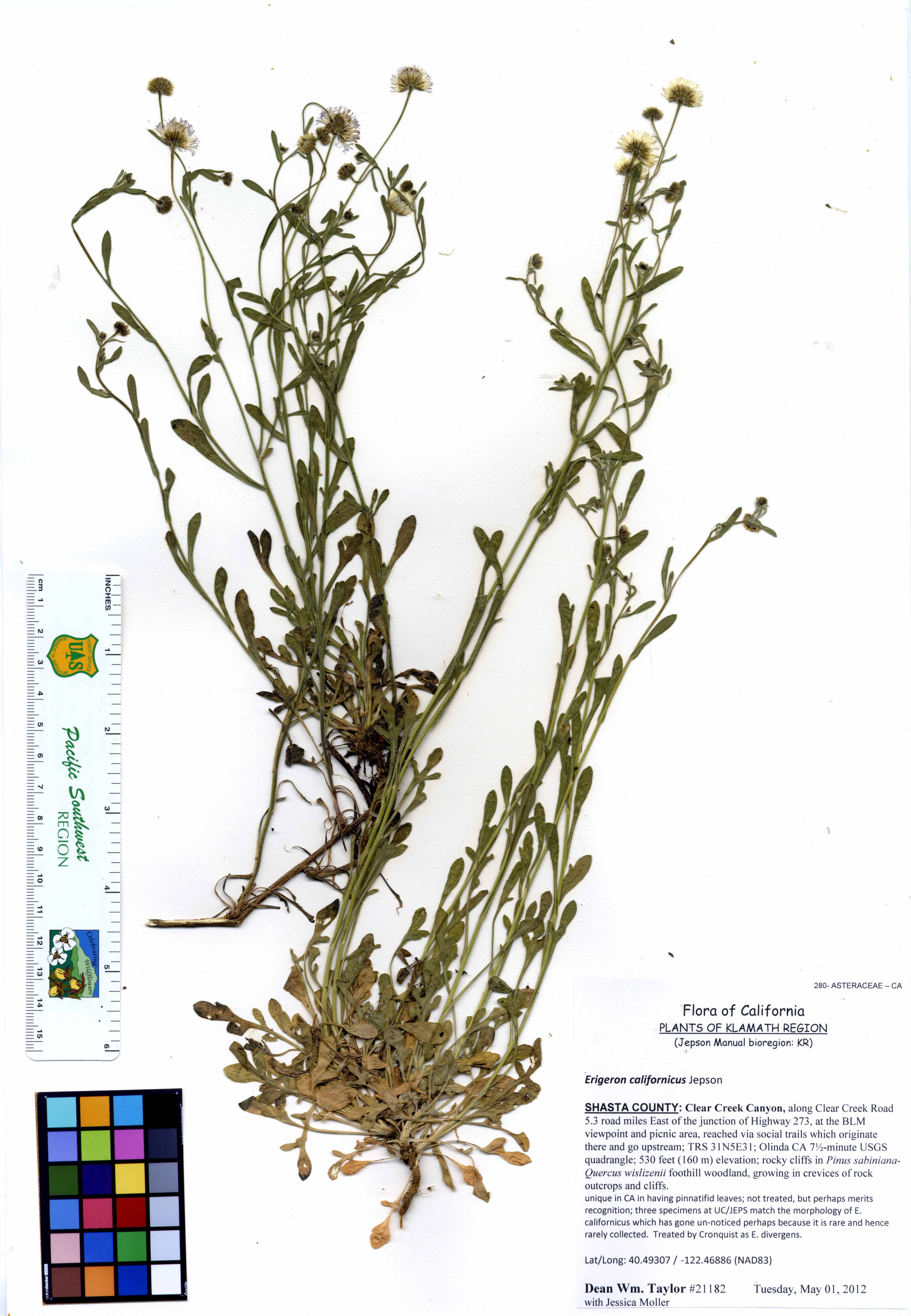
برگ پنبه‌ای

برگ پنبه‌ای (نام علمی: Lachnophyllum) نام یک سرده از تیره کاسنیان است.